# Unión de Rugby del Paraguay
La Unión de Rugby del Paraguay es la asociación reguladora del Rugby en la República del Paraguay. Se creó en el año 1950 y fue una de las 5 uniones fundadoras de Sudamérica Rugby (ex Confederación Sudamericana de Rugby) en 1988.
Organiza las competencias locales del deporte (Campeonato Oficial de Rugby masculino de Primera División, Súper 7 (el objetivo es aumentar el número de equipos en el 2015 a 10 equipos, sumándose a los actuales Presidente Franco Rugby, Asunción Rugby y Encarnación Rugby), Circuito Nacional de Seven-a-Side, Super Rugby Femenino, Rugby Juvenil (M14, M16 y M18), Rugby Infantil (4-12 años) y de torneos internacionales disputados en su país bajo la órbita de la CONSUR como el primer seven masculino, el Sudamericano B del 2008, el Juvenil A 2011, Sudamericano B de Mayores y Juveniles 2013, por citar los últimos.
La URP forma las distintas selecciones de mayores, juveniles y de seven masculinas y femeninas que representan a Paraguay en torneos internacionales.
Actualmente organiza el Campeonato Paraguayo de Rugby, el principal torneo de la disciplina en el país.

## Clubes afiliados
- Club Área 1 Rugby.
- Asunción Rugby Club - Club decano del Rugby en el Paraguay
- Ciudad del Este Rugby Club.
- Club Universitario de Rugby de Asunción(CURDA).
- Cristo Rey Rugby Club.
- Encarnación Rugby Club.
- Fernando de la Mora Rugby Club.
- Hernandarias Rugby Club.
- Jararas Rugby Club - Equipo de la Facultad de Medicina de la U.N.A.
- Luque Rugby Club.
- Mariano Rugby Club.
- Misiones Rugby Club.
- Ñemby Rugby Club.
- Old King Rugby Club.
- Pilar Rugby Club.
- Presidente Franco Rugby Club.
- Sajonia Rugby Club
- San José Rugby Club
- San Juan Nepomuceno Rugby Club.
- San Pablo Rugby Club.
- Santa Clara Rugby Club.
- Santaní Rugby Club.
- Taguató Villarrica Rugby.
- Tapiti Rugby Club
- Villa Elisa Rugby Club.
- Villarrica Rugby Club.
- Villeta Rugby Club.
- Ypané Rugby Club.

## Torneos Oficiales 2023
- Campeonato Paraguayo de Rugby

Equipos: Asunción Rugby Club, CURDA, Jabalíes, Luque, San José, Santa Clara
- Torneo Oficial Intermedia.

Equipos: Asunción, Cristo Rey, CURDA, Jabalíes, Luque, San José, Santa Clara
- Torneo Oficial Pre Intermedia. (Interior-Central)

Equipos Interior Área 1, Encarnación, Monday, Presidente Franco, Villarrica Central Fernando de la Mora, Jararas, OKC-UAA, Mariano, Ypane
- Torneo Femenino Seven.

Equipos: Área 1, Asunción, Cristo Rey, Fernando de la Mora, Jararas, OKC-UAA, Presidente Franco, San Cayetano, San Jose, Santa Clara, Villarrica
- Torneo Oficial M18

Equipos: Zona A CURDA, Jabalíes, Luque, Santa Clara Zona B Cristo Rey, OKC-UAA, San José, Villarrica
- Torneo Oficial M16

Equipos: Zona A CURDA, Jabalíes, Luque, Santa Clara Zona B Asunción, Cristo Rey, San José, Pte Franco
- Torneo Oficial M14

Equipos: Asunción, Cristo Rey, CURDA, Jabalíes, Luque, OKC-UAA, San José, Santa Clara
- Torneo Oficial M13

Equipos: Asunción, Cristo Rey, CURDA, Fernando de la Mora, Jabalíes, Luque, San José, Santa Clara